# Ralph Dawson
Ralph Dawson (Westborough, 18 aprile 1897 – Hollywood, 15 novembre 1962) è stato un montatore, regista e sceneggiatore statunitense.
Attivo in oltre 75 pellicole hollywoodiane fin dal 1925, vinse tre volte l'Oscar per il miglior montaggio nel giro di quattro anni: nel 1936 per Sogno di una notte di mezza estate, nel 1937 per Avorio nero e nel 1939 per La leggenda di Robin Hood.
Ebbe un'altra candidatura, nel 1955, per Prigionieri del cielo di William A. Wellman.

## Filmografia parziale

### Montatore
- Fior d'assalto (Lady of the Night), regia di Monta Bell (1925)
- Black Butterflies, regia di James W. Horne (1928)
- I lupi della City (Tenderloin), regia di Michael Curtiz (1928)
- Il sogno di una notte di mezza estate (A Midsummer Night's Dream), regia di William Dieterle e Max Reinhardt (1935)
- Avorio nero (Anthony Adverse), regia di Mervyn LeRoy e, non accreditato, Michael Curtiz (1936)
- La vita del dottor Pasteur (The Story of Louis Pasteur), regia di William Dieterle (1936)
- Il principe e il povero (The Prince and the Pauper), regia di William Dieterle e William Keighley (1937)
- La leggenda di Robin Hood (The Adventures of Robin Hood), regia di Michael Curtiz e William Keighley (1938)
- La grande menzogna (The Great Lie), regia di Edmund Goulding (1941)
- I tre furfanti (Larceny, Inc.), regia di Lloyd Bacon (1942)
- Schiava del male (Experiment Perilous), regia di Jacques Tourneur (1944)
- La signora Skeffington (Mr. Skeffington), regia di Vincent Sherman (1944)
- Il pilota del Mississippi (The Adventures of Mark Twain), regia di Irving Rapper (1944)
- Nel mar dei Caraibi (The Spanish Main), regia di Frank Borzage (1945)
- Serenata messicana (Honeymoon), regia di William Keighley (1947)
- La legione dei condannati (Rogues' Regiment), regia di Robert Florey (1948)
- Il pirata Barbanera (Blackbeard, the Pirate), regia di Raoul Walsh (1952)
- Prigionieri del cielo (The High and the Mighty), regia di William A. Wellman (1954)

### Regista
- The Girl in the Glass Cage (1929)

### Sceneggiatore
- Soho Conspiracy, regia di Cecil H. Williamson (1950)